# Broken Sunset
「Broken Sunset」（ブロークン・サンセット）は、菊池桃子が1986年2月にリリースした7枚目のシングルである。

## 解説
- 菊池のシングル曲では、有川正沙子が初めて作詞を担当した。

## 収録曲
1. Broken Sunset
  - 作詞：有川正沙子 / 作曲：林哲司 / 編曲：林哲司
2. EDEN of Galaxy
  - 作詞：藤田浩一 / 作曲：林哲司 / 編曲：林哲司